# Чемпіонат Німеччини з хокею 1964—1965
Чемпіонат Німеччини з хокею 1965 — 48-ий регулярний чемпіонат Німеччини з хокею, чемпіоном став ХК Фюссен.
Відповідно до регламенту змагань, чемпіонат пройшов у два етапи, на першому вісімка зіграла у два кола та була розбита на дві групи, перша четвірка розіграла медалі, друга четвірка виявила клуб який провів перехідні матчі. Очки першого етапу зберігались і на другому етапі.

## Підсумкова таблиця
| М  | Команда             | І  | Пер | Н | Пор | Ш     | О  |
| -- | ------------------- | -- | --- | - | --- | ----- | -- |
| 1. | ХК Фюссен           | 14 | 14  | 0 | 0   | 93:24 | 28 |
| 2. | Бад Тельц           | 14 | 9   | 0 | 5   | 57:59 | 18 |
| 3. | Кауфбойрен          | 14 | 7   | 2 | 5   | 61:49 | 16 |
| 4. | «Маннхаймер ЕРК»    | 14 | 7   | 1 | 6   | 65:54 | 15 |
| 5. | СК Ріссерзеє        | 14 | 6   | 0 | 8   | 39:54 | 12 |
| 6. | ЕВ Ландсгут         | 14 | 5   | 1 | 8   | 34:51 | 11 |
| 7. | Крефельдер ЕВ       | 14 | 3   | 2 | 9   | 39:55 | 8  |
| 8. | Айнтрахт (Дортмунд) | 14 | 2   | 0 | 12  | 32:74 | 4  |

Скорочення: М = підсумкове місце, І = ігри, Пер = перемоги, Н = нічиї, Пор = поразки, Ш = закинуті та пропущені шайби, О = набрані очки

## Фінальний раунд
| М  | Команда          | І  | Пер | Н | Пор | Ш      | О  |
| -- | ---------------- | -- | --- | - | --- | ------ | -- |
| 1. | ХК Фюссен        | 20 | 18  | 1 | 1   | 133:48 | 37 |
| 2. | Бад Тельц        | 20 | 12  | 1 | 7   | 83:81  | 25 |
| 3. | «Маннхаймер ЕРК» | 20 | 10  | 1 | 9   | 90:87  | 21 |
| 4. | Кауфбойрен       | 20 | 8   | 2 | 10  | 82:82  | 18 |

Скорочення: М = підсумкове місце, І = ігри, Пер = перемоги, Н = нічиї, Пор = поразки, Ш = закинуті та пропущені шайби, О = набрані очки

## Втішний раунд
| М  | Команда             | І  | Пер | Н | Пор | Ш      | О  |
| -- | ------------------- | -- | --- | - | --- | ------ | -- |
| 5. | СК Ріссерзеє        | 20 | 9   | 2 | 9   | 79:67  | 20 |
| 6. | ЕВ Ландсгут         | 20 | 9   | 2 | 9   | 58:67  | 20 |
| 7. | Крефельдер ЕВ       | 20 | 4   | 5 | 11  | 56:77  | 13 |
| 8. | Айнтрахт (Дортмунд) | 20 | 2   | 2 | 16  | 45:108 | 6  |

Скорочення: М = підсумкове місце, І = ігри, Пер = перемоги, Н = нічиї, Пор = поразки, Ш = закинуті та пропущені шайби, О = набрані очки

## Перехідний матч
- Бад-Наугайм — Айнтрахт (Дортмунд) 11:0, 8:3

## Найкращі по лініях

### Бомбардири
| Гравець      | Клуб             | І  | Г  |
| ------------ | ---------------- | -- | -- |
| Руді Піттріх | Бад Тельц        | 20 | 23 |
| Петер Роде   | «Маннхаймер ЕРК» | 20 | 20 |
| Ернст Кепф   | ХК Фюссен        | 20 | 20 |

### Захисники
| Гравець        | Клуб             | І  | Г  |
| -------------- | ---------------- | -- | -- |
| Леонард Вайтль | ХК Фюссен        | 20 | 17 |
| Пауль Амброс   | ХК Фюссен        | 20 | 8  |
| Вернер Лоренц  | «Маннхаймер ЕРК» | 20 | 8  |

## Склад чемпіонів
ХК Фюссен:
- Воротарі: Гаррі Лінднер, Гюнтер Кнаус
- Захисники: Пауль Амброс, Петер Швімбек, Леонард Вайтль, Ханс-Йорг Нагель, Рудольф Сімон, Рудольф Таннер
- Нападники: Зігфрід Шуберт, Георг Шольц, Манфред Гмайнер, Гельмут Дзангеліні, Густав Ханіг, Ернст Кепф, Вальтер Крьотц, Рудольф Грьогер, Гайнц Вайзенбах, Гайнц Сохмен, Ґоттфрід Ґро, Бернд Кун
- Тренер: Маркус Еген